# Autoabastecimiento
Autoabastecimiento o autosuficiencia es el estado en que el abastecimiento de bienes económicos únicamente depende de uno mismo; de modo que no se requiere ayuda, apoyo o interacción externa para la supervivencia. Es una forma de completa autonomía personal o colectiva, identificada con la independencia en sus aspectos económicos.
Puede denominarse también autoconsumo puesto que esa situación solo puede conseguirse plenamente cuando el productor es su propio consumidor: produce todo (y únicamente) lo que va a consumir y consume únicamente (y todo) lo que produce.
Puede aplicarse de forma parcial (grado de autoabastecimiento, medido en porcentaje), o restringirse a un solo sector, como la alimentación o la energía: autoabastecimiento alimentario, autoabastecimiento energético, etc. El término opuesto es el de dependencia: dependencia alimentaria, dependencia energética, etc. También puede extenderse el uso del término al capital o la tecnología (autosuficiencia o dependencia de capital y autosuficiencia o dependencia tecnológica).

## Autoabastecimiento y autarquía
La situación de un mercado nacional completamente cerrado al comercio exterior se denomina autarquía, y aunque se ha dado en algunas circunstancias históricas de aislamiento producido por guerras, no suele darse el caso de una economía totalmente autosuficiente, en el sentido de aislada del exterior, sin ningún tipo de intercambios, durante largos periodos de tiempo. Tal cosa no ocurría ni siquiera en épocas prehistóricas o en sociedades primitivas, aunque no mantuvieran una economía de mercado desarrollada o una completa división del trabajo, como demuestran la arqueología y la antropología.
Los planteamientos de los regímenes políticos totalitarios utilizaron la autarquía más bien como una forma de propaganda que como una política económica en sí misma, que tuvo su momento de mayor difusión en el periodo de entreguerras, e incluso se planteaba como una salida a la crisis del capitalismo, especialmente tras el crack del 29. En ese contexto se desarrolló la autarquía como una opción voluntaria del fascismo el nazismo o franquismo (para el que en realidad fue una imposición, dada la situación política durante la Segunda Guerra Mundial y la posguerra). El planteamiento denominado socialismo en un solo país por Stalin en los años treinta mantenía como una posibilidad el desarrollo de la Unión Soviética con un alto grado de aislamiento exterior, en virtud de sus dimensiones continentales y su disponibilidad de todo tipo de materias primas.

## Globalización y antiglobalización
El estadio actual del desarrollo económico no puede ser más opuesto al autoabastecimiento: es la globalización, que se desarrolló en la segunda mitad del siglo XX como consecuencia de factores científico-tecnológicos (revolución científico-técnica, revolución informática, revolución verde, biotecnología) y geopolíticos (primero la descolonización -en torno a 1960- y después la caída del bloque comunista -desde 1989-). La respuesta de sus opositores, a cargo de los movimientos antiglobalización, incluye en algunos casos planteamientos de autosuficiencia (como la denominada soberanía alimentaria).

## Autoabastecimiento como forma de vida sostenible
El término autoabastecimiento se aplica normalmente, en el contexto de las sociedades desarrolladas contemporáneas (sociedad postindustrial), a diversas formas de vida denominadas alternativas o sostenibles, desde el movimiento hippie con su búsqueda de la simplificación vital en el contexto de la denominada revolución de 1968 y el comienzo de la crítica al desarrollismo (movimiento ecologista, crecimiento cero). No obstante, hay ejemplos anteriores, en los planteamientos personales de Thoreau (que se retiró a vivir a una cabaña en el bosque en el Estados Unidos de mediados del siglo XIX) o los planteamientos comunitarios de Gandhi (que pedía a los hindúes que se tejieran su propia ropa o recogieran su propia sal como resistencia pasiva a la colonización inglesa de la India, en la primera mitad del siglo XX). Desde planteamientos ilustrados se había realizado ya el siglo XVIII (aunque se había iniciado incluso antes, desde la recepción de las noticias del Descubrimiento de América), la construcción ideológica del mito del buen salvaje en comunión con la naturaleza, así como la construcción literaria del personaje de Robinson Crusoe.
A pesar de las evidentes diferencias entre la búsqueda voluntaria del autoabastecimiento personal por razones ideológicas o morales, y la situación de las sociedades primitivas, sus partidarios se vinculan emocionalmente con una imagen romántica de la sociedad preindustrial y el tercermundismo, e incluso del espíritu de frontera de pioneros y colonizadores.

No hay nada nuevo en la búsqueda del autoabastecimiento. Los pioneros que colonizaron el Nuevo Mundo, Australia y partes de África se autoabastecían porque tenían que hacerlo.

Prácticas que capacitan para el autoabastecimiento incluyen la bioconstrucción, el hazlo tú mismo, la permacultura, la agricultura sostenible y el uso de energías renovables producidas por el mismo ciudadano (en especial, el autoconsumo eléctrico).
El término esta profundamente relacionado con la autogestión y movimientos sociopolíticos libertarios o libertarianos. La autosuficiencia para el autoconsumo alimentario se vincula a la independencia económica de las estructuras sociales superiores, desde la familia al Estado.

## Autores influyentes
- Eustace Conway
- Ralph Waldo Emerson
- Mahatma Gandhi
- Bill Mollison
- John Seymour
- Henry David Thoreau